# Vizezy
Der Vizezy ist ein Fluss in Frankreich, der im Département Loire, in der Region Auvergne-Rhône-Alpes verläuft.

## Verlauf
Er entspringt in den Monts du Forez, im Gemeindegebiet von Roche-en-Forez und entwässert im Quellgebiet zunächst in nordöstlicher Richtung. Danach dreht er nach Südosten, durchquert die Stadt Montbrison und wendet sich danach wieder nach Nordost. Nun fließt er durch eine flache, seenreiche Landschaft parallel zur Loire und mündet schließlich nach rund 38 Kilometern im Gemeindegebiet von Poncins als rechter Nebenfluss in den Lignon, der nach wenigen Kilometers die Loire erreicht.

## Orte am Fluss
(Reihenfolge in Fließrichtung)
- Essertines-en-Châtelneuf
- Montbrison
- Mornand-en-Forez
- Poncins